# Oris-en-Rattier
Oris-en-Rattier település Franciaországban, Isère megyében. Lakosainak száma 108 fő (2022. január 1.). Oris-en-Rattier Siévoz, Valbonnais, La Valette, Lavaldens és Chantepérier községekkel határos.

## Népesség
A település népességének változása:
| Lakosok száma | 64   | 63   | 74   | 95   | 114  | 111  | 114  | 109  | 106  | 108  |
|               | 1968 | 1982 | 1990 | 2006 | 2013 | 2015 | 2017 | 2019 | 2020 | 2022 |